# Chamaecrista lundii
Chamaecrista lundii là một loài thực vật có hoa trong họ Đậu. Loài này được (Benth.) H.S.Irwin & Barneby miêu tả khoa học đầu tiên.

## Hình ảnh

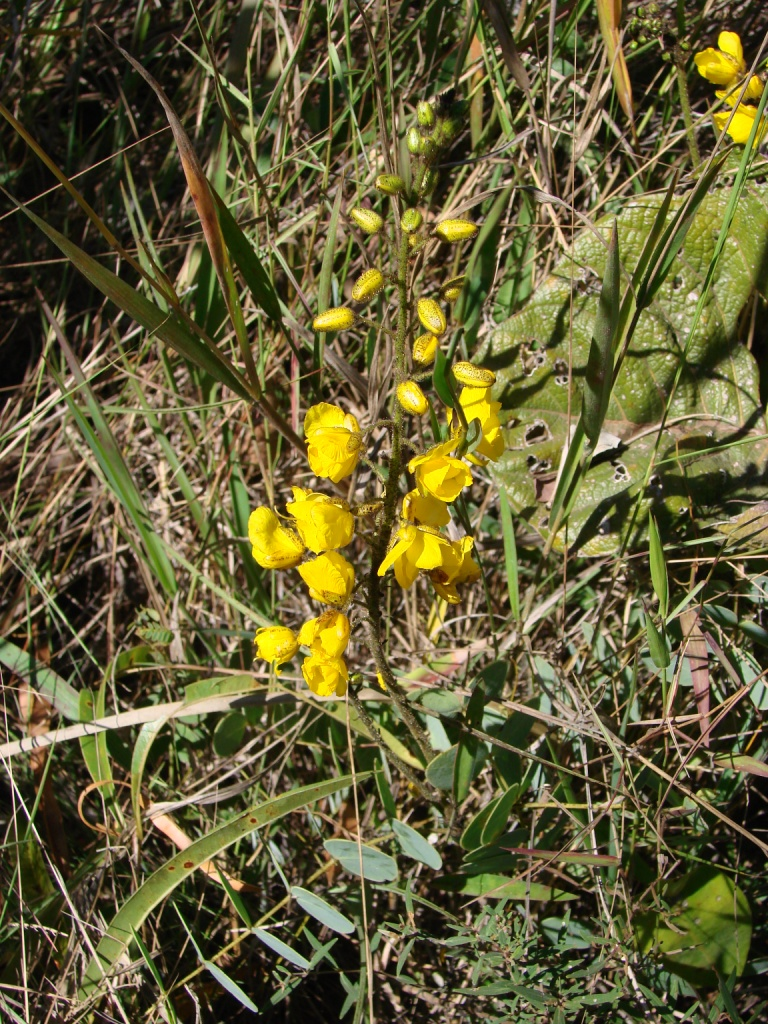
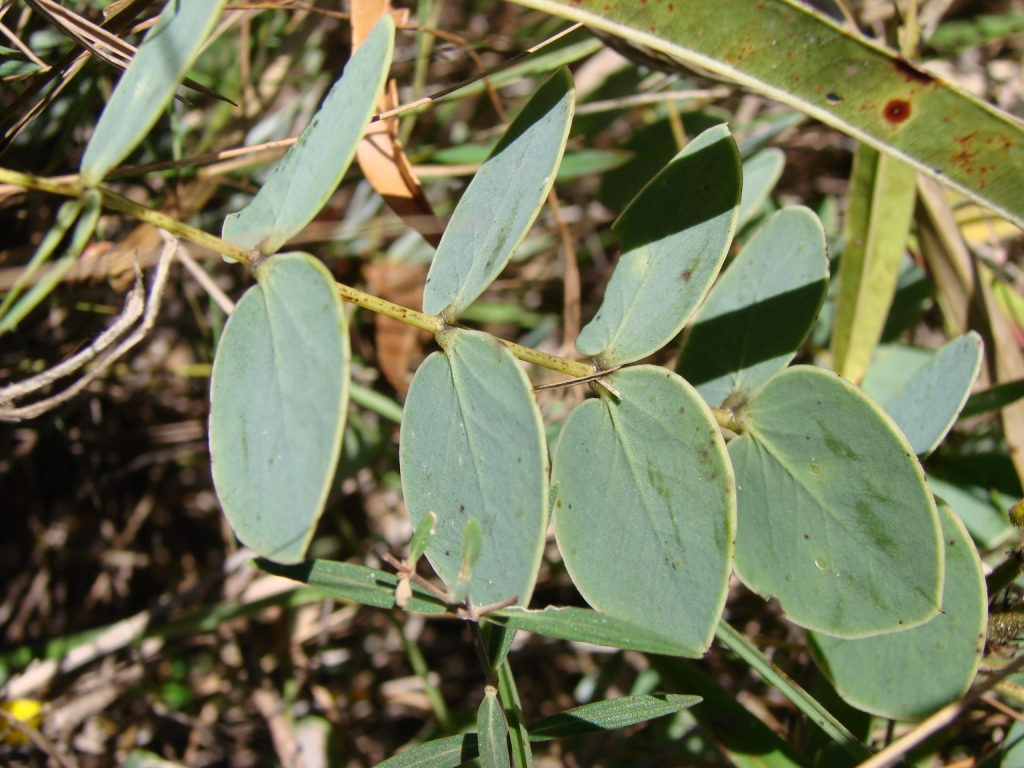